# Albert Mbida
Albert Mbida est un sénateur, enseignant d'université camerounais. Il est un fidèle soutien de Paul Biya.

## Biographie

### Carrière
Fonctionnaire, il a été rédacteur sportif à Radio Cameroun, en compagnie des Zacharie Nkwo, Abel Mbengué.

### Œuvres
Il est auteur de plusieurs ouvrages:
- Le Directeur De Publication Dans Le Droit Positif De La Communication Au Cameroun
- La diffamation en droit camerounais de la communication[3]